# Miss Belgique 2019
Miss Belgique 2019, 86e élection de Miss Belgique, s’est déroulée le 12 janvier 2018 à La Panne. 
Le concours a été présenté par Virginie Claes, Miss Belgique 2006. Il a été diffusé sur AB3 en Wallonie et sur FOX en Flandre.
La gagnante, Elena Castro Suarez, succède à Angeline Flor Pua, Miss Belgique 2018.

## Classement final
| Titre              | Candidates |
| ------------------ | --- |
| Miss Belgique 2018 | - Anvers - Elena Castro Suarez |
| 1re dauphine       | - Namur - Elodie Duchesne |
| 2e dauphine        | - Anvers - Aline Elsermans |
| 3e dauphine        | - Brabant wallon - Michelle Vermeersch |
| 4e dauphine        | - Flandre orientale - Julie Boone |
| 5e dauphine        | - Bruxelles - Melissa Ghysels |
| Top 12             | - Luxembourg - Yulia Chernyshkova - Anvers - Donna De Graef - Liège - Célia Jans - Flandre occidentale - Joséphine-Charlotte Lecluyse - Anvers - Laura Oliveira Granja |

## Candidates
29 candidates ont concouru pour le titre de Miss Belgique 2019 au lieu de 30 comme prévu en raison du retrait de Shelley Galindo Granados, Miss Brabant wallon pour des soucis de santé.	
| Titre régional                           | Nom                          | Âge    | Domicile               | N° | Élue le                       |
| ---------------------------------------- | ---------------------------- | ------ | ---------------------- | -- | ----------------------------- |
| 1re dauphine de Miss Flandre orientale   | Julie Boone                  | 23 ans | De Klinge              | 8  | 9 septembre 2018 à La Panne   |
| 2e dauphine de Miss Anvers               | Elena Castro Suarez          | 18 ans | Anvers                 | 16 | 9 septembre 2018 à La Panne   |
| Crown Card de Miss Flandre occidentale   | Meryam Chekrad               | 21 ans | Menin                  | 10 | 9 septembre 2018 à La Panne   |
| Miss Luxembourg                          | Yulia Chernyshkova           | 18 ans | Hotton                 | 5  |                               |
| 2e dauphine de Miss Namur                | Vanina Chouaibi              | 18 ans | Saint-Aubin            | 1  | 26 août 2018 à Bruxelles      |
| Miss Hainaut                             | Rama Diallo                  | 18 ans | Charleroi              | 17 | 26 août 2018 à Bruxelles      |
| Prix du public de Miss Brabant flamand   | Nathalie Desplancke          | 22 ans | Middelkerke            | 14 | 9 septembre 2018 à La Panne   |
| Prix du public de Miss Anvers            | Donna De Graef               | 24 ans | Wavre-Sainte-Catherine | 4  | 9 septembre 2018 à La Panne   |
| Miss Namur                               | Élodie Duchesne              | 18 ans | Spontin                | 26 | 26 août 2018 à Bruxelles      |
| Miss Anvers                              | Aline Elsermans              | 25 ans | Anvers                 | 24 | 9 septembre 2018 à La Panne   |
| 2e dauphine de Miss Liège                | Éléa Evrard                  | 18 ans | Seraing                | 13 | 15 septembre 2018 à Bruxelles |
| 2e dauphine de Miss Brabant flamand      | Inès Fayot                   | 24 ans | Kortenberg             | 23 | 9 septembre 2018 à La Panne   |
| Miss Brabant wallon                      | Shelley Galindo Granados     | 19 ans | Louvain-la-Neuve       | 15 | 15 septembre 2018 à Bruxelles |
| Miss Bruxelles                           | Mélissa Ghysels              | 22 ans | Berchem-Sainte-Agathe  | 19 | 15 septembre 2018 à Bruxelles |
| Miss Liège                               | Célia Jans                   | 19 ans | Milmort                | 11 | 15 septembre 2018 à Bruxelles |
| 1re dauphine de Miss Liège               | Julie Konings                | 25 ans | Soumagne               | 3  | 15 septembre 2018 à Bruxelles |
| 1re dauphine de Miss Flandre occidentale | Joséphine-Charlotte Lecluyse | 19 ans | Kuurne                 | 26 | 9 septembre 2018 à La Panne   |
| 2e dauphine de Miss Hainaut              | Marilore Mauger              | 18 ans | Braine-le-Comte        | 9  | 26 août 2018 à Bruxelles      |
| Crown Card de Miss Anvers                | Laura Oliveira Granja        | 24 ans | Burcht                 | 12 | 9 septembre 2018 à La Panne   |
| Crown Card de Miss Liège                 | Stéphanie Simon              | 21 ans | Bolland                | 7  | 15 septembre 2018 à Bruxelles |
| 1re dauphine de Miss Hainaut             | Mélanie Simonofski           | 21 ans | Presles                | 25 | 26 août 2018 à Bruxelles      |
| 2e dauphine de Miss Limbourg             | Chloé Reweghs                | 19 ans | Vliermaalroot          | 28 | 9 septembre 2018 à La Panne   |
| 1re dauphine de Miss Namur               | Alizée Tihon                 | 21 ans | Mohiville              | 21 | 26 août 2018 à Bruxelles      |
| Crown Card de Miss Flandre occidentale   | Manon Vandemaele             | 18 ans | Waregem                | 2  | 9 septembre 2018 à La Panne   |
| 1re dauphine de Miss Brabant flamand     | Élise Van Diest              | 19 ans | Aarschot               | 18 | 9 septembre 2018 à La Panne   |
| Miss Flandre occidentale                 | Emily Van Eeckhoutte         | 19 ans | Ardooie                | 30 | 9 septembre 2018 à La Panne   |
| Miss Brabant flamand                     | Shana Vanfraechem            | 19 ans | Diest                  | 6  | 9 septembre 2018 à La Panne   |
| Miss Limbourg                            | Chloé Verbeeck               | 21 ans | Zolder                 | 22 | 9 septembre 2018 à La Panne   |
| 1re dauphine de Miss Anvers              | Jotti Verbruggen             | 22 ans | Vieux-Turnhout         | 20 | 9 septembre 2018 à La Panne   |
| 2e dauphine de Miss Flandre occidentale  | Michelle Vermeersch          | 18 ans | Harelbeke              | 29 | 9 septembre 2018 à La Panne   |

## Déroulement de la cérémonie

### Jury
Le jury complet comprend six personnalités :
| Membre                | Notes                                       |
| --------------------- | ------------------------------------------- |
| Darline Devos         | Présidente du Comité Miss Belgique          |
| Nina Derwael          | Gymnaste                                    |
| Mario Barravecchia    | Chanteur, finaliste de Star Academy en 2001 |
| Annelien Coorevits    | Miss Belgique 2007                          |
| Ilse De Meulesmeester | Miss Belgique 1994                          |
| David Jeanmotte       | Chroniqueur                                 |

## Observations